# Pseudacteon simplex
Pseudacteon simplex är en tvåvingeart som beskrevs av Borgmeier 1969. Pseudacteon simplex ingår i släktet Pseudacteon och familjen puckelflugor. Inga underarter finns listade i Catalogue of Life.